# Diecezja Quy Nhơn
```

```

Diecezja Quy Nhơn – diecezja rzymskokatolicka w Wietnamie. Powstała w 1658 jako wikariat apostolski  Kochinchiny. W  1844, po podziale przemianowana na wikariat Wschodniej Kochinchiny. W 1924 przemianowana na wikariat Quy Nhơn. Ustanowiona diecezją Quy Nhơn w 1960.

## Lista biskupów
- Pierre Lambert de la Motte † (1658–1679)
- Guillaume Mahot MEP † (1680–1684)
- François Perez † (1687–1728)
- Alexandre de Alexandris, † (1728–1738)
- Arnaud-François Lefèbvre MEP † (1741–1760)
- Guillaume Piguel MEP † (1762–1771)
- Pierre-Joseph-Georges Pigneau de Béhaine MEP † (1771–1799)
- Jean Labartette MEP † (1799–1823)
- Jean-Louis Taberd MEP † (1827–1840)
- św. Etienne-Théodore Cuenot MEP † (1840–1861)
- Eugène-Étienne Charbonnier MEP † (1864–1878)
- Louis-Marie Galibert MEP † (1879–1883)
- Désiré-François-Xavier Van Camelbeke MEP † (1884–1901)
- Damien Grangeon MEP (1902–1929)
- Augustin-Marie Tardieu MEP † (1930–1942)
- Raymond-Marie-Marcel Piquet MEP † (1943–1957)
- Pierre Marie Phạm Ngọc Chi † (1960–1963)
- Dominique Hoàng Văn Đoàn, † (1963–1974)
- Paul Huỳnh Đông Các † (1974–1999)
- Pierre Nguyễn Soạn (1999–2012)
- Matthieu Nguyễn Văn Khôi, od 2012